# The Natural History of Sokotra
The Natural History of Sokotra (abreviado Nat. Hist. Sokotra & Abd-el-Kuri ) es un libro con ilustraciones y descripciones botánicas que fue escrito por el explorador, ornitólogo y botánico escocés Henry Ogg Forbes y publicado en 1903 con el nombre de The Natural History of Sokotra and Abd-el-Kuri: being the report upon the results of the Conjoint Expedition to these Islands in 1898-9... / edited by Henry O. Forbes, L.L.D. Liverpool.